# 하경자
하경자는 부산대 대기환경과학과 교수이다

### 학력
1982 부산대학교 학사
1984 서울대학교 석사
1992 연세대학교 박사

### 연구분야
몬순기후역학 및 예측, 기후변화 원인규명 연구 및 기후변화의 물 순환의 변동성 연구함. 경계층의 모수화 모형개발 및 연안해양기후 연구. 기후물리 및 기후분석.

### 경력
1984~1986 연세대학교 천문기상학과 조교(연구담당) 및 SERI 위촉연구원
1992~1993 연세대학교 기초과학연구소 연구원
1993 일본기상연구소 기후연구부 박사후연구원
1994~ 부산대학교 자연과학대학 교수
1996 미국 텍사스 A&M 대학교 CSRP 방문연구원 (Gerald North 교수와 연구 수행)
1999~2000 미국 오레곤주립대학교 방문조교수
2002~2003 부산대학교 자연과학대학 대기환경과학과 학과장
2002~2004 부산대학교 홍보위원회 위원
2002~2004 부산대 여성연구소 소장
2002~2005 미국 Oregon State Univ. COAS 객원교수
2003-2007 과학기술부 장관자문 예산기획위원회 위원
2003–2009 부산여성과학기술인센터(부산 WISE) 센터장
2004–2005 한국기상학회 교육위원회 위원장
2004–2007 과학기술부 장관자문위원회 위원
2004–2014 한국기상학회 이사
2005-2008 교육인적자원부 중앙영재교육진흥위원회 위원
2005~2011 APEC 기후센터 감사
2006–2009 대한여성과학기술인회 부산·경남지부 회장
2008 AOGS(Asia Oceania Geosciences Society) 2008 LAC 후원분과 위원장
2008~2011 제4기 학회 부회장
2009-2011 (사) 유망여성과학기술인네트워크 감사
2010 'Korean Climate Change Assessment Report' 제 5장 주저자
2010~2011 (사) 대한여성과학기술인회 부회장
2010-2011 기상청 정책자문위원회 자문위원
2010-2012 한국과학기술단체총연합회(KOFST) 자문위원
2010~2016 한국연구재단 한·중기초과학교류위원회 제8,9,10대 위원
2012~2013, 2016~2017 (사) 한국기상학회 부회장
2011–2014 APEC 기후센터 이사
2011~2017 한국연구재단 GRL 글로벌몬순기후 연구 책임자
2012 East Asian Climate(EAC) 위원
2012–2013 (사) 한국기상학회 부회장
2013-2015: WISET 동남권역 부산대 사업단 공동단장
2014~2023 부산대 기후과학연구소 소장
2014~ 'Korean Climate Change Assessment Report' 제 10장 주저자
2015-2023 한국과총 부울지부 부회장
2016–2017 (사) 한국기상학회 부회장
2016-2019 한국과학창의재단 미래세대 과학교육 표준개발 추진위원회 위원
2016~ 한국과학기술한림원 이학부 정회원
2016~ ICSU “Future Earth” 한국 위원회 위원
2017–2018 국가과학기술자문회의 에너지·환경 전문위원회 위원
2017~ IBS 기후물리연구단 교수
2017~ 국민생활과학자문위원회 환경안전분과위원장
2017~ WMO/WWRP Monsoon Panel, Expert Team on Climate Impact on Monsoon Weather 공동 의장
2018 부산대학교 여교수회장
2018–2020 AOGS(Asia Oceania Geosciences Society) 2020 LAC 공동의장
2018–2020 한국지구과학연합회 부회장
2018~2021 국립부산과학관 이사
2020~2022 국가과학기술자문회의 자문위원
2020–2024: AOGS(Asia Oceania Geosciences Society) 2024 LAC 의장
2021 (사)한국기상학회 수석부회장
2021 제 22회 Northeastern Asian Symposium 공동의장
2021-2023 부산광역시 과학기술진흥위원회 3기 및 4기 위원
2022~2023 (사)한국기상학회 제 30대 회장
2022~ A3 foresight program 연구책임자(한국) (중국-Prof. Wenjie Dong, 일본-Prof. Masahiro Watanabe)
2022~ 환경부 중앙환경정책위원회 기후대기분과위원
2022~ 과학기술정보통신부 초고성능컴퓨터센터(전문센터) 자문위원
2022.4~ 2025.3 농협금융지주 사외이사
2023~ 부산지산학협력협의회 위원
2023~ (재)부산연구원 연구자문위원회 위원
2023~ 과학기술정보통신부 과학기술유공자심사위원회 위원
2023~ BACO25 (IUGG 3개학회) 국제회의 LOC 의장
2025.1~ 과기정통부 기초연구진흥협의회 위원
2025.1.1~2028.12.31 세계 기후 연구 프로그램(WCRP)의 등대 활동 과학 운영 그룹(GPEX) Scientific Steering Group member

### 수상
2001 한국기상학회 송천상(최우수 학술상)
2003 대한민국 과학기술부 공로상
2008 대한민국 교육과학기술부 최우수 연구상
2011 한국연구재단 Global Research Laboratory(GRL) 펀드 (2011~2017)
2011 국가과학기술위원회 대한민국 100대 연구자상
2011 부산대학교 우수 교수상
2012 과학기술훈장 진보장
2012 부산광역시 제11회 부산과학기술상
2016 중국과학원 대기물리연구소(IAP/CAS) 편집 공헌상
2019 대한민국 과학기술정보통신부 장관상 공로상
2019 한국기상학회 운재학술상
2021 제64회 부산문화상
2022 대한민국 노벨사이언스상 우수과학자상
2022 과학기술훈장 도약장

### 에디터 경력
2000-2003 한국기상학회 「대기」 편집위원장
2008  World Scientific「Advances in Geosciences」 제16권 대기과학 분야 편집위원
2008~ 중국과학원 대기물리연구소(IAP/CAS) Atmos.&Oceanic Sci Letter 저널 편집위원
2016-2017「Asia-Pacific Journal of Atmospheric Sciences」 특별호 “Asian Monsoon climate change” 책임 객원편집장
2017-2018「Atmosphere」몬순 특별호 객원편집장
2017~ Nature scientific report 편집위원
2020~2021 The Multiscale Global Monsoon System 책 편집자
2021~ Climate Dynamics 저널 Executive Editor